# Радземице (гмина)
Радземице (пол. Radziemice) — сельская гмина (волость) в Польше, входит как административная единица в Прошовицкий повет, Малопольское воеводство. Население — ок. 3600 человек (на 2006 год).

## Демография
| Перепись                       | Всего   | Всего | Женщины | Женщины | Мужчины | Мужчины |
| ------------------------------ | ------- | ----- | ------- | ------- | ------- | ------- |
| Единицы                        | человек | %     | человек | %       | человек | %       |
| Население                      | 3443    | 100   | 1719    | 49,9    | 1724    | 50,1    |
| Плотность населения (чел./км²) | 59,5    | 59,5  | 29,7    | 29,7    | 29,8    | 29,8    |

## Соседние гмины
1. Гмина Конюша
2. Гмина Мехув
3. Гмина Палечница
4. Гмина Прошовице
5. Гмина Рацлавице
6. Гмина Сломники